# Nussknacker-Oesophagus
Der Nussknacker-Oesophagus ist eine hyperkontraktile Motilitätsstörung der Muskulatur der unteren Speiseröhre (Pars abdominalis), die sich durch spastische Kontraktionen der Speiseröhre äußern. Die Ursache des Symptoms ist unbekannt.
Die Häufigkeit ist nicht genau bekannt. In größeren Patientensammlungen wurde ein Nussknacker-Oesophagus bei 12 % der Patienten mit nicht-kardialem Thoraxschmerz nachgewiesen. Insgesamt ist die Datenlage allerdings zu gering, um eine fundierte Aussage geben zu können.

## Symptome
Den generell erschwerten Schluckakt (Dysphagie) begleiten beim Nussknacker-Oesophagus spastische Krämpfe in der Speiseröhre. Die Nahrungsaufnahme kann nur unter starken Schmerzen erfolgen, wobei hier Frequenz und Ort des maximalen Schmerzes variieren kann. Die oft als angina-pectoris-artig beschriebenen Schmerzen werden häufig zwischen die Schulterblätter und in den Kieferbereich projiziert.

## Diagnose
Neben radiologisch-bildgebenden Verfahren (Doppelkontrastmethode) kommt eine Ösophagusmanometrie zum Einsatz. Ein Nussknacker-Ösophagus ist hier durch Kontraktionsamplituden definiert, die höher sind als 2 Standardabweichungen normaler Amplituden (Höhe etwa 180 mmHg). Ein Ösophagusbreischluck zeigt eine propulsive Aktivität. Eine Endoskopie ist unauffällig, sollte aber durchgeführt werden, um andere Krankheiten der Speiseröhre (Ösophagitis, erosive Refluxerkrankungen etc.) auszuschließen.

## Therapie
Konservativ wird er mit Calciumkanalblockern und Muscarinrezeptorantagonisten wie Butylscopolamin oder Nifedipin intravenös behandelt. Nitrate wie Glyceroltrinitrat sind ebenfalls bei Ösophagusspasmen nutzbar. Auch die Gabe von Antidepressiva kann die Symptome lindern. Versagt die medikamentöse Therapie kann eine Oesophagomyotomie erfolgen (laparoskopisch oder thorakoskopisch). Während eines Anfalls können Nitropräparate verwendet werden.